# Otto Beyer (Politiker, 1869)
Otto Beyer (* 13. November 1869 in Nürnberg; † 4. April 1929 ebenda) war ein deutscher Jurist und Politiker.

## Leben
Beyer studierte nach dem Besuch des Erlanger Gymnasiums Rechtswissenschaften in Erlangen und Berlin. Während seines Studiums wurde er 1899 Mitglied der Burschenschaft Germania Erlangen. 1893 legte er sein Examen ab, wurde 1896 in den Staatsdienst übernommen und war seit 1897 als Rechtsanwalt in Nürnberg tätig. Er war Mitglied der Nationalliberalen Partei. 1911 bis 1919 war er Mitglied des Nürnberger Gemeindekollegiums. Am Ersten Weltkrieg nahm er als Hauptmann, später als Major der Reserve teil und war Bataillonskommandeur im 3. Bataillon im 14. Infanterie-Regiment, mit dem er an der Sommeschlacht teilnahm. Zuletzt lag er verwundet im Charlottenburger Krankenhaus. 1919 bis 1924 war er Mitglied im Nürnberger Stadtrat. 1918 trat er der Deutschen Demokratischen Partei bei, dann der Deutschen Volkspartei, für die er 1928 bis 1929 Abgeordneter im Bayerischen Landtag war.

## Ehrungen
- Eisernes Kreuz, I. und II. Klasse
- Bayerischer Militärverdienstorden 4. Klasse mit Krone